# Tista, Nyköpings kommun

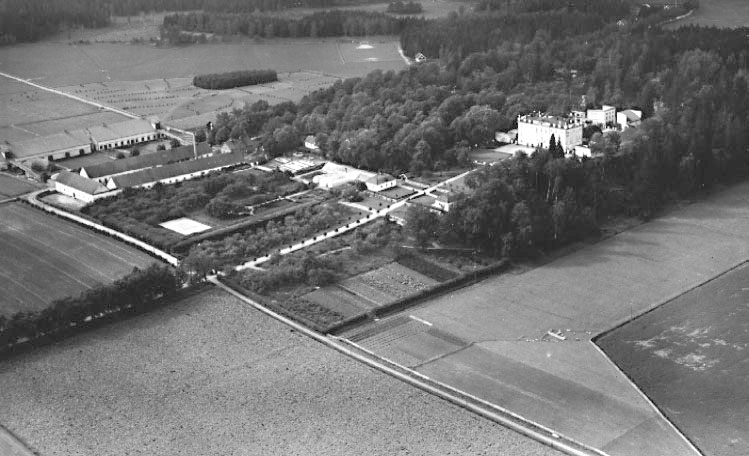
Tista gård 1936.

Tista (eller Tistad) är en herrgård, och en bebyggelse omkring Tistad slott, i Bärbo socken i Nyköpings kommun. Mellan 2015 och 2020 avgränsade SCB här en småort.
Gården drivs sedan 1972 som aktiebolag med verksamhet inom odling av spannmål och oljeväxter. En person var anställd 2020. 
Huvudbyggnaden  Tistad slott uppfördes 1766–71 av friherre Fredrik Bengt Rosenhane.
På gården fanns på 20-talet tegelbruk, kvarn och såg. Tegelbruket var i bruk  till i början av 1900-talet. I utkanten av gården finns en gammal kalkugn som sannolikt byggdes för att förse bygget av slottet med bruk och kalk för murning och puts.

## Nutida bilder

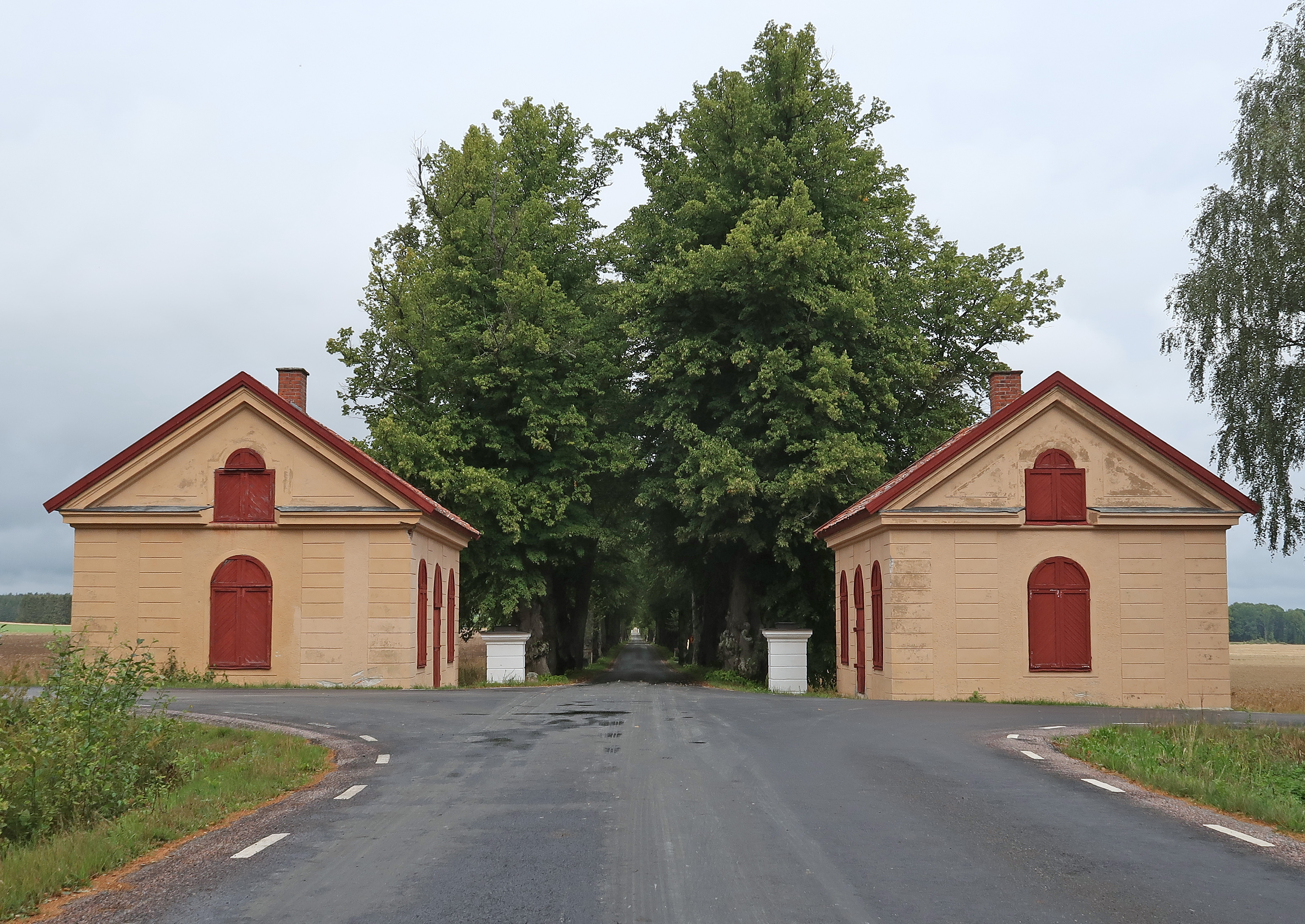
Grindstugorna.
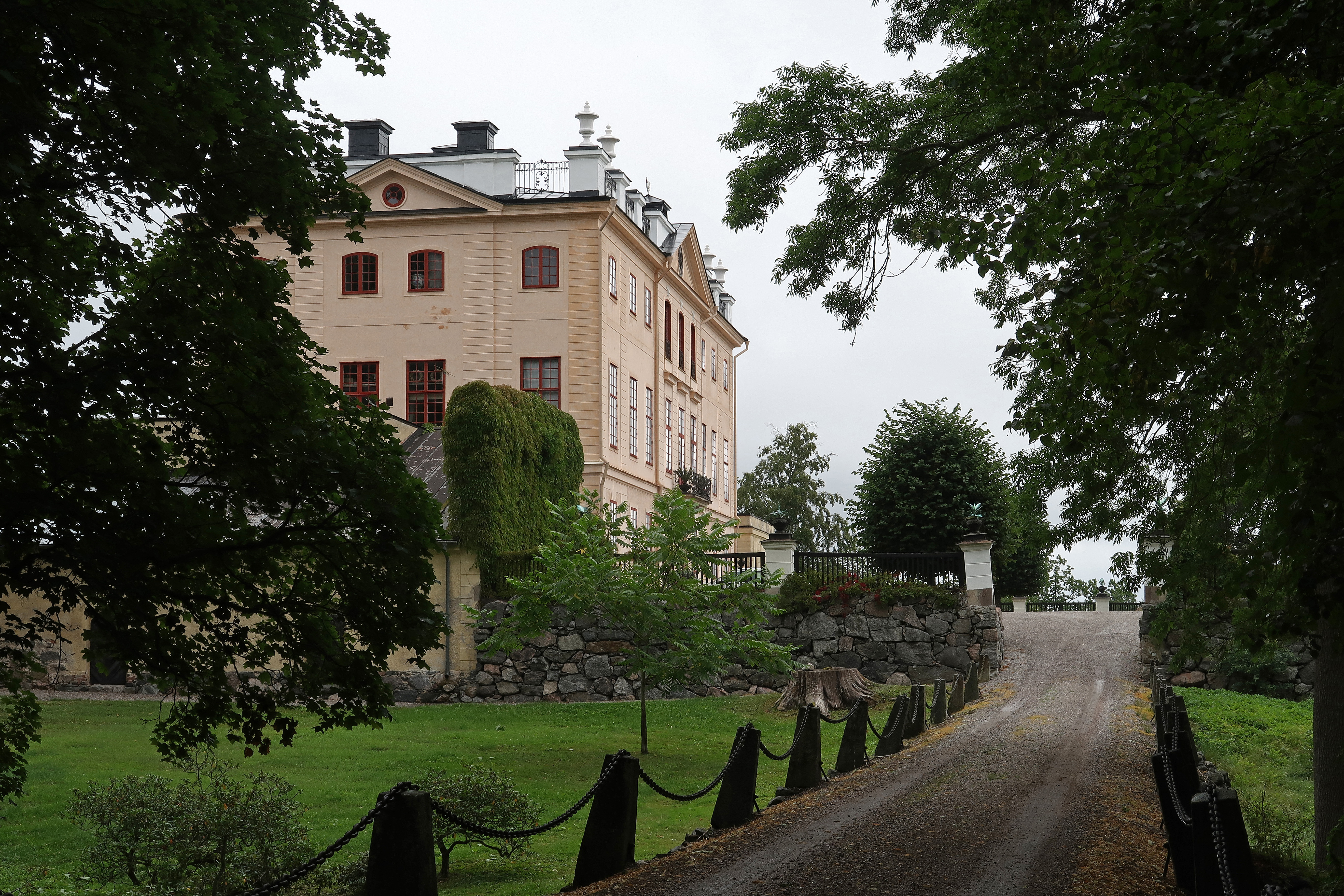
Tistad slott.
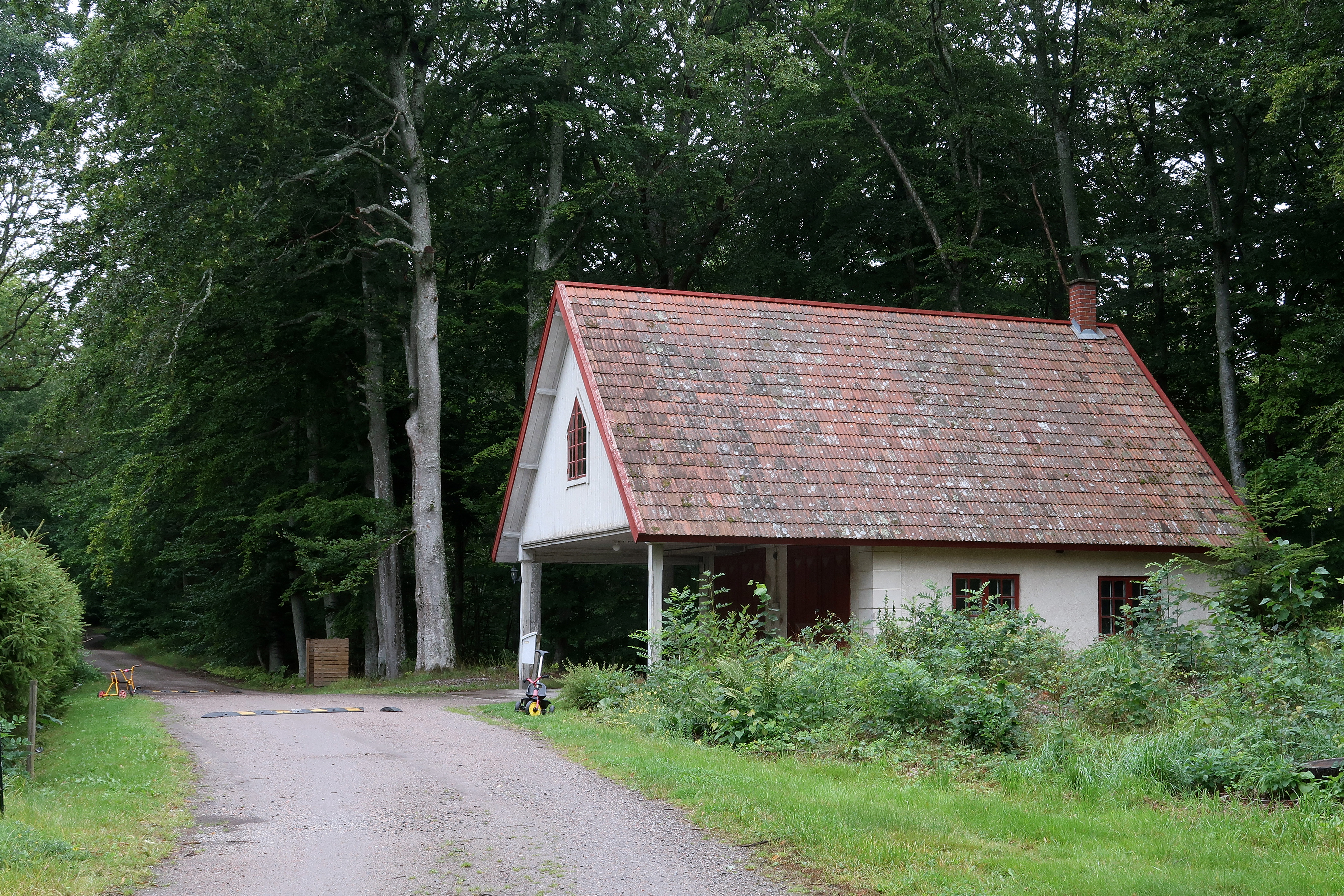
Tidigare garage.
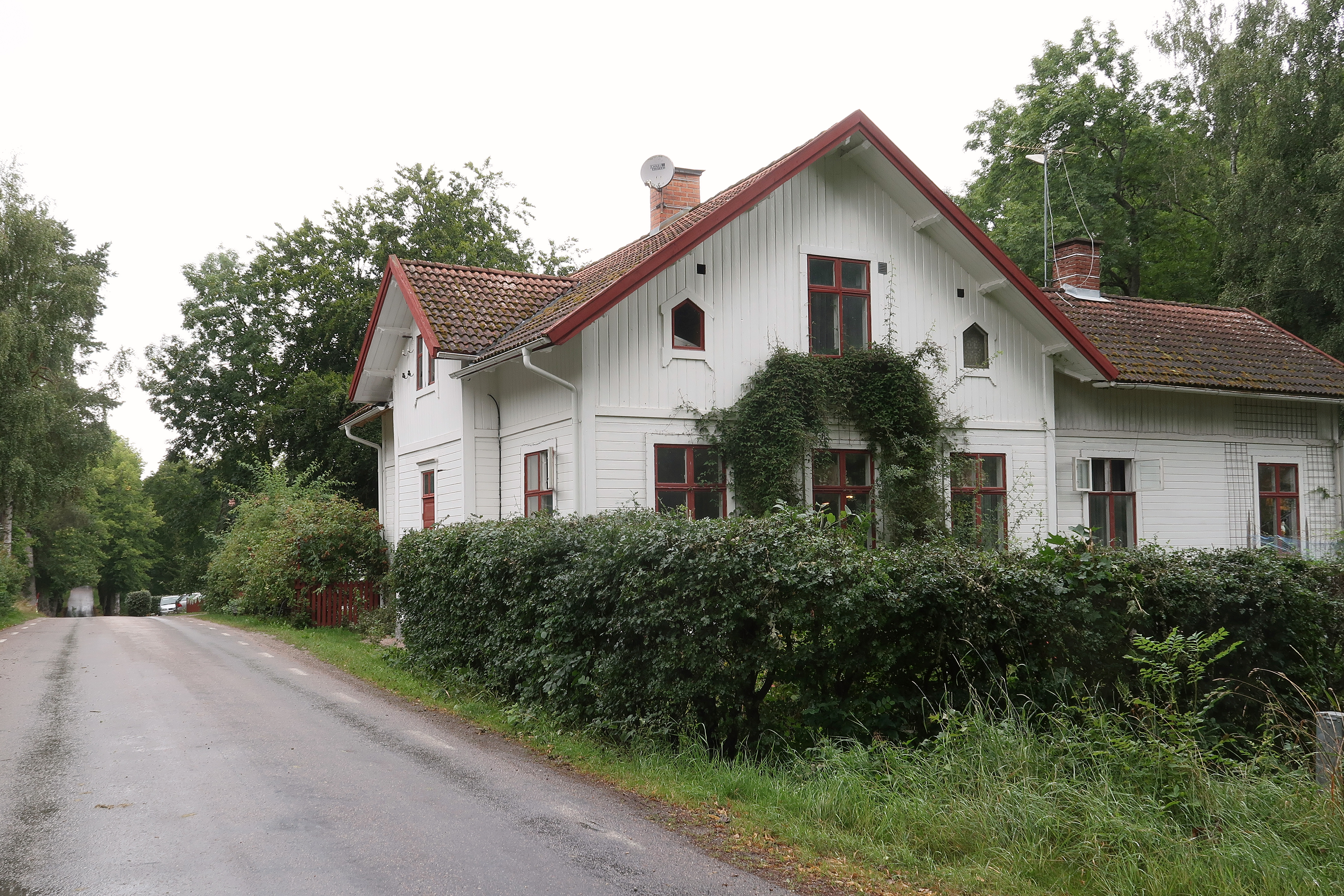
Den tidigare handelsboden.
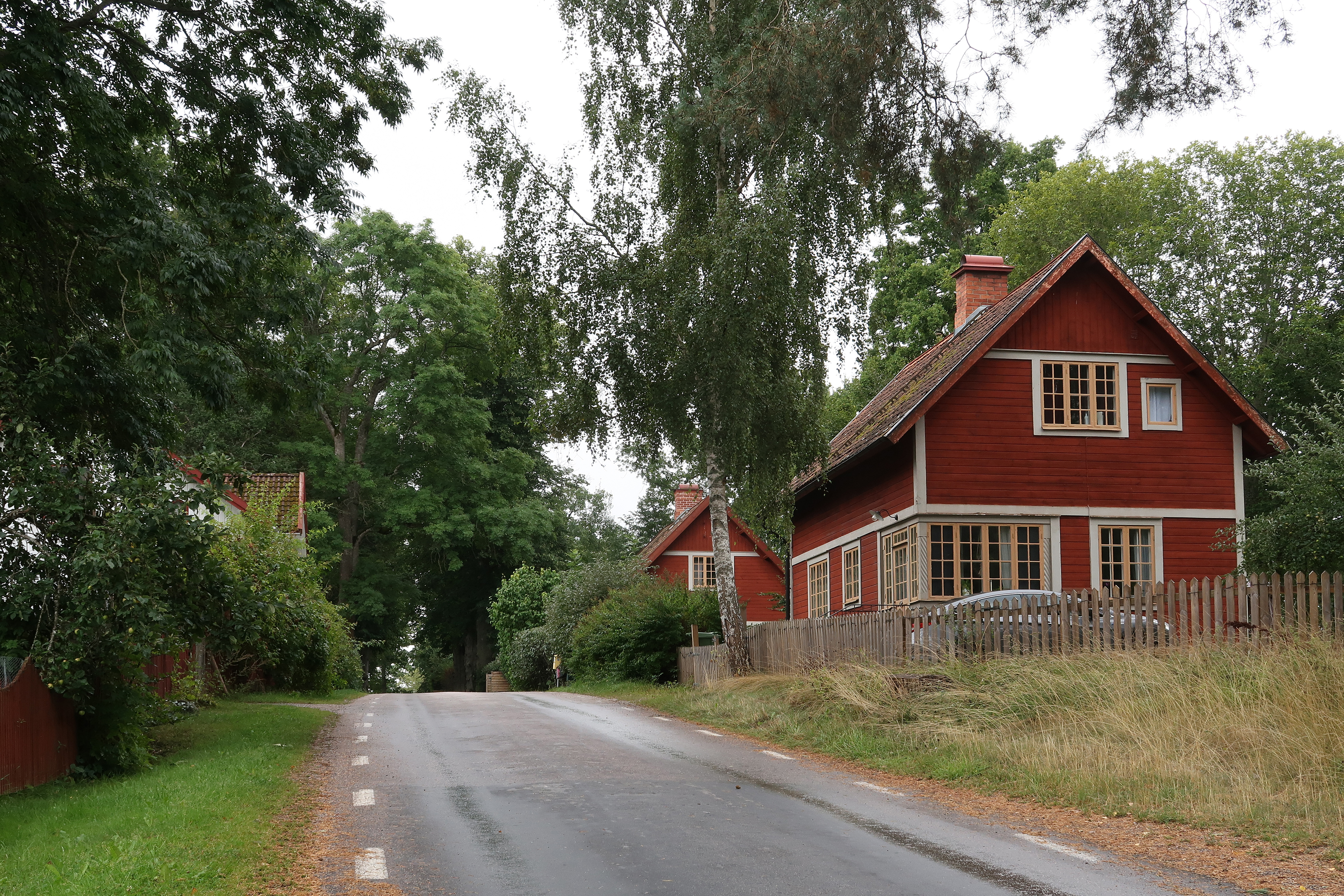
Bostadshus.
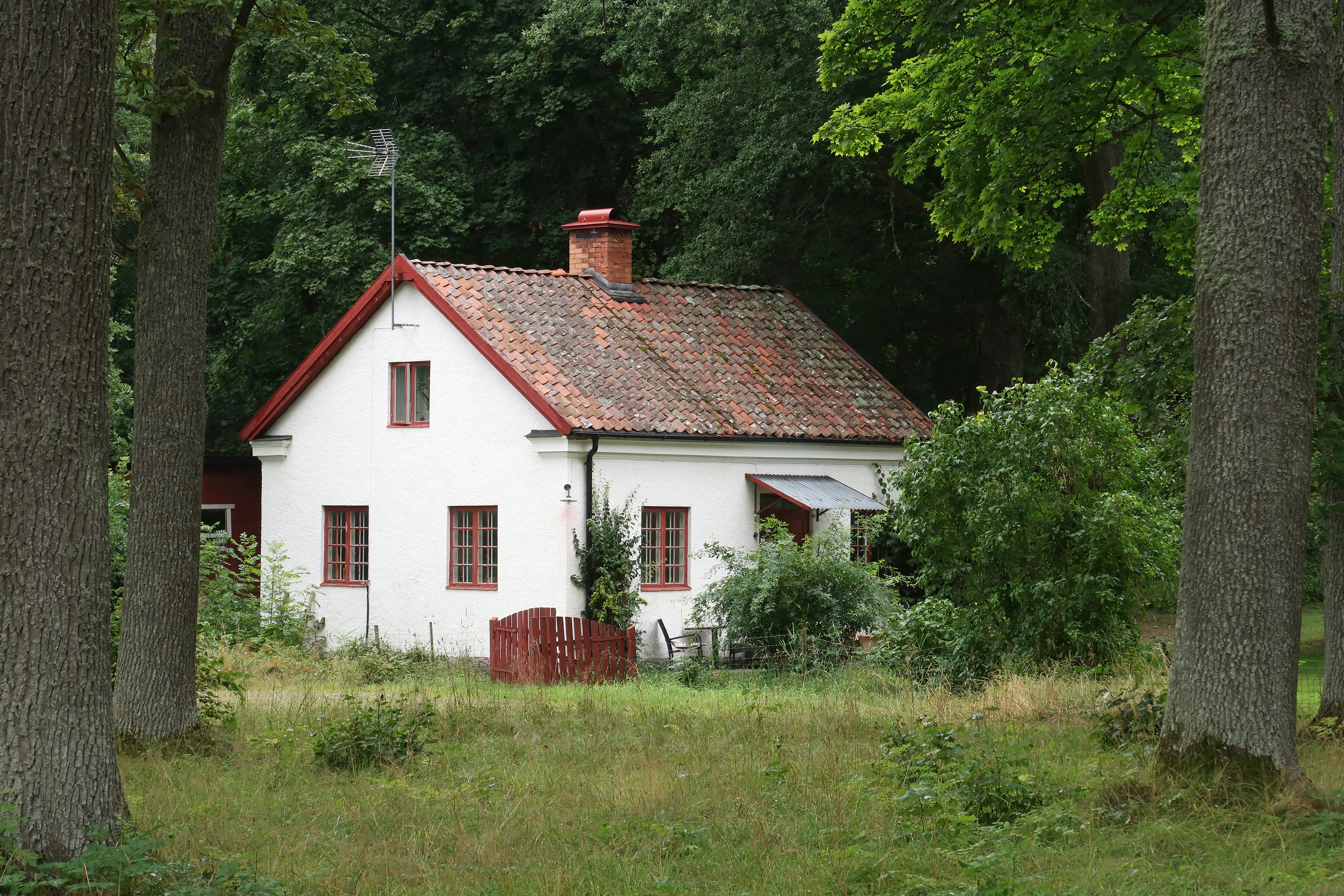
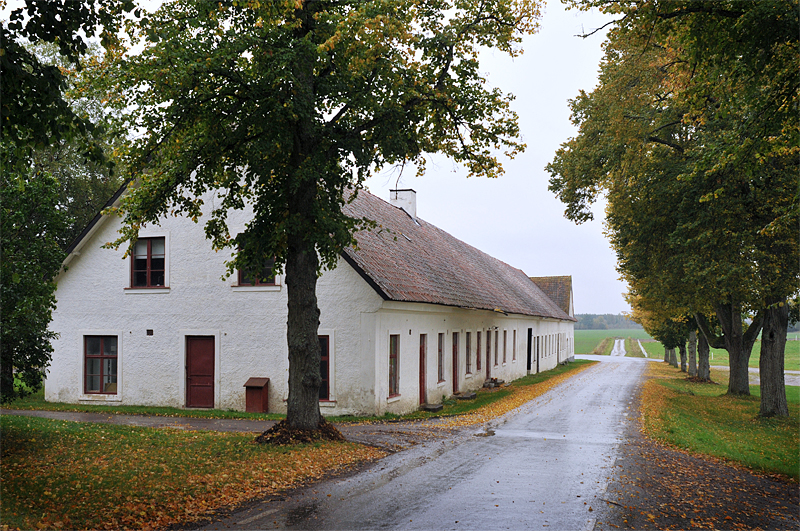
"Vita längan", tidigare stall, mejeri, m.m.
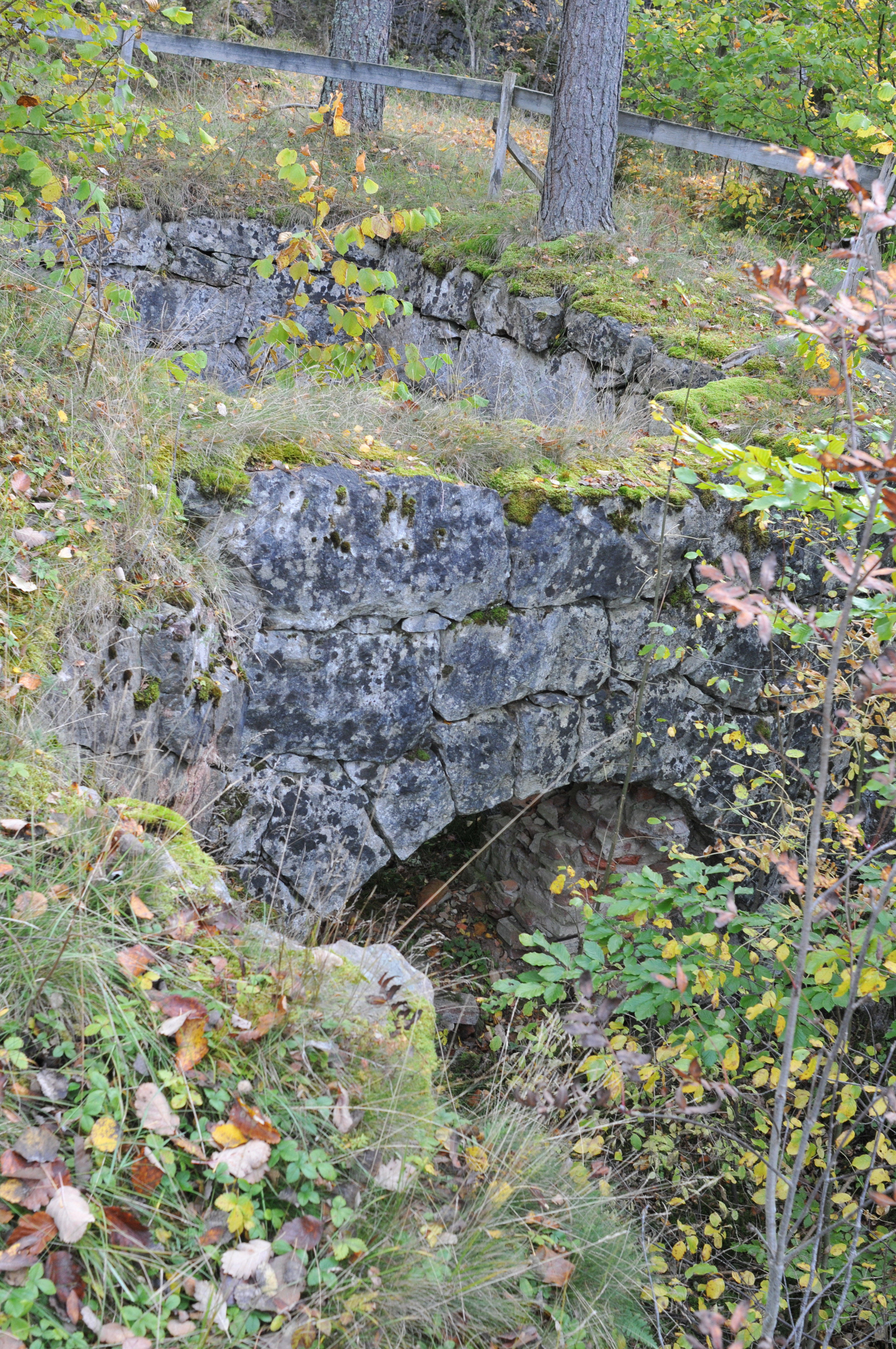
Resterna av en kalkugn.